# NGC 2409
NGC 2409是船尾座中可見的一個小型疏散星團，經常在目錄中以縮寫Bochum 4表示。

## 位置
NGC 2409位於M47西南方2.5度，星場非常豐富的方向；它由不到十二顆非常靠近的恆星組成。最亮的恆星為9等，因此處於10x50 雙筒望遠鏡的極限；然而透過雙筒望遠鏡，它看起來更像是一顆模糊的小恆星，而不是一小群微弱的恆星。使用120毫米望遠鏡和高倍率可以輕鬆解析該星團，可以看到6-8顆非常靠近的恆星。NGC 2409北部有一顆紅色恆星，與星團其他部分的藍色形成強烈對比。
NGC 2409位置偏南，有利於南半球觀測者觀測。從北半球來看，高緯度地區觀測NGC 2409將受到影響，幾乎在地球上所有人口稠密的地區都可以觀測到它。最佳觀測時期是十二月至四月。

## 歷史
NGC 2409於1836年首次被約翰·赫歇爾使用他父親威廉·赫歇爾的18.7英寸反射望遠鏡發現；他將其包含在他編製的星雲和星團總表中，編號為1543。